# Złoty blok
Złoty blok – utworzony w 1933 roku skupiał Belgię, Francję, Holandię, Luksemburg, Polskę, Szwajcarię i Włochy. Jego uczestnicy zobowiązali się do przestrzegania zasad stabilizacji monetarnej, utrzymywania wymiany pieniędzy krajowych na złoto oraz swobody międzynarodowego przepływu kapitałów. Powstanie złotego bloku miało na celu obronę liberalnej polityki pieniężnej i zasad nią rządzących sprzed wielkiego kryzysu. W przypadku państw wierzycielskich taka polityka była uzasadniona, gdyż umożliwiała im wycofywanie lokat kapitałowych z innych państw. Złoty blok stanowił przeciwwagę dla powstałego dwa lata wcześniej bloku szterlingowego, w którym doszło do odejścia wymiany walut na złoto, a główną walutą został funt szterling zdewaluowany w 1931 roku o 39%. Kraje, które odeszły od dotychczasowych zasad polityki pieniężnej, uznały, że prymat w polityce gospodarczej powinien mieć nie pieniądz, lecz produkcja, wymiana i konsumpcja. W związku z tym polityka pieniężna powinna być używana w celu realizacji tych zadań. Złoty blok przetrwał do 1936 roku, kiedy to został oficjalnie zdewaluowany frank francuski przez wybrany w kwietniu rząd Frontu Ludowego.

## Złoty blok a polityka pieniężna Polski
W okresie wielkiego kryzysu państwo polskie dążyło za wszelką cenę do utrzymania parytetu złotego, a to wymagało prowadzenia polityki deflacyjnej. W ówczesnym czasie za prowadzenie polityki gospodarczej odpowiadało trzech wojskowych, których przygotowanie do prowadzenia tej roli pozostawiało wiele do życzenia. Byli to kierownik Ministerstwa Skarbu – płk Ignacy Matuszewski, wiceminister skarbu – płk Adam Koc oraz szef Biura Ekonomicznego Prezesa Rady Ministrów – płk Tadeusz Lechnicki. Chociaż w ówczesnej Polsce zdawano sobie sprawę z dyskusyjności prowadzonej polityki gospodarczej, to jej przeciwnicy znajdowali się w mniejszości. Podkreślali oni, że polityka deflacyjna wpływa ujemnie na aktywność procesów konsumpcji, że brak dewaluacji złotego odbija się negatywnie na konkurencyjności polskiego eksportu (utrzymywanie przedkryzysowego parytetu złotego, podczas gdy inne kraje dokonały dewaluacji swych walut powodowało, że polskie towary na zagranicznych rynkach stawały się relatywnie droższe), że brak ograniczeń dewizowych powodował niekontrolowany odpływ kapitału z kraju. Jednakże wszelkim eksperymentom pieniężnym sprzeciwiał się marszałek Józef Piłsudski i jego zdanie było decydujące.  
W rezultacie prowadzonej polityki gospodarczej Polska przyłączyła się do złotego bloku jako kraj dłużniczy. Pozostali członkowie należeli do państw wierzycielskich, które to kraje dążyły do zachowania zasad liberalnej polityki pieniężnej w celu bezproblemowego wycofywania kapitału oraz spłacania długów w niezdewaluowanych walutach.